# Komandnaja
Komandnaja är en kulle i Antarktis. Den ligger i Östantarktis. Norge gör anspråk på området. Toppen på Komandnaja är 2 498 meter över havet.
Terrängen runt Komandnaja är huvudsakligen platt, men västerut är den kuperad. Trakten är obefolkad. Det finns inga samhällen i närheten. 